# Historia de Bosnia y Herzegovina
Bosnia y Herzegovina se ha mantenido siempre como una única entidad territorial, que se creó en sus actuales territorios desde el nacimiento del Reino de Bosnia medieval, y la subsecuente conquista otomana de Bosnia entre 1380 y 1590. Las fronteras actuales de Bosnia y Herzegovina se asemejan con las del Eyalato de Bosnia de la era otomana, fijadas al sur y al este por el tratado de 1699, al norte por el tratado de 1739, y en el este por el tratado de Berlín de 1878.
Aunque formalmente bajo soberanía otomana, el Imperio austrohúngaro ocupó dicha parte bajo la figura del Condominio de Bosnia y Herzegovina en 1878, tras lo que se anexiona dicha parte de manera formal en 1908.
En 1914 fueron asesinados el archiduque Francisco Fernando de Austria y su esposa, Sofía Chotek, en su capital, Sarajevo, lo que constituyó el detonante de la Primera Guerra Mundial.
Tras el fin de la guerra, y por la disolución de Austria-Hungría, éste territorio pasaría a conformar el recientemente creado Reino de los Serbios, Croatas y Eslovenos en 1918. Para 1922, sería dividido internamente en seis Óblasts.
En 1929, las óblasts fueron reemplazadas con cuatro banovinas, pero todas ellas incluyeron territorios ajenos a la integridad anteriormente conseguida por Bosnia-Herzegovina.
Con el Acuerdo Cvetković-Maček, el cual crearía la Banovina de Croacia en 1939; se caldearon los ánimos entre las diferentes culturas de Yugoslavia, y esencialmente se consideró como una repartición de Bosnia y Herzegovina entre Croacia y Serbia. Con dicho acuerdo los bosnios musulmanes, conocidos con posterioridad como musulmanes yugoslavos, y en los que se incluye a la Organización Musulmana Yugoslava (JMO) que denunciaría dicho acuerdo como un tratado de repartición de Bosnia y Herzegovina, se creó un detonante para conflictos posteriores inclusive.
En 1992 durante la disolución de Yugoslavia, se convocó un referéndum acerca de la independencia del país que fue aprobado por los bosniacos (76 % de la población) y boicoteado por los serbios. Se declaró la independencia de Yugoslavia el 5 de abril de 1992 y se estableció la República de Bosnia-Herzegovina.
Así, comenzaron las Guerra de Bosnia, que incluyó el sitio de Sarajevo por más de tres años (15 000 muertos), así como de otras ciudades (Tesanj, Mostar, Gorazde, Maglaj, Bihac, etc), el asesinato y establecimiento de campos de concentración dentro del genocidio en Bosnia.
El pueblo bosnio con la ayuda del ejército de Croacia pudo iniciar una contraofensiva en junio de 1995 que equilibró la guerra y permitió la firma de los acuerdos de Paz de Dayton.
La guerra dejó más de 250 000 muertos, 2,5 millones de desplazados y la mayor parte de la infraestructura del país destruida. Tras la paz se inició la reconstrucción del país y la lucha por una convivencia multiétnica basada en el respeto mutuo.
En 1997 se dicta una nueva constitución que dio origen a la actual Bosnia-Herzegovina.

## Alta Edad Media
El libro bizantino De Administrando Imperio recoge por primera vez la palabra Bosnia, refiriéndose a las tierras bañadas por el río Bosna que fueron pobladas por croatas el siglo VIII tras el llamamiento del emperador bizantino Heraclio para que lo ayudaran a exterminar a los ávaros que combatían al imperio. 
Al tiempo de las invasiones avaras los romanizados illirios, los valacos, tenían su centro espiritual al sur de la actual Sarajevo, según varios descubrimientos arqueológicos, y mantuvieron su romanidad hasta los tiempos de Carlomagno. Los valacos hablaban una lengua neolatina, del proto-rumano, derivada del latín vulgar, pero fueron asimilados y hoy habla un idioma eslavo
Al establecerse los croatas las regiones comenzaron a diferenciarse de la Croacia de Eslavonia y Dalmacia, a tal punto que nacieron dinastías de reyes autóctonas como los Kotromanic o Hrvatinic.
En el año 925 Tomislav fue coronado como primer rey de Croacia y su control político se extendió a gran parte de la actual Bosnia-Herzegovina. Esta situación sólo duró cinco años, ya que en el año 930 la mitad oriental pasó a control del nuevo reino instaurado por los serbios, con Caslav Klonimirovic como monarca. 
Con él los serbios se liberaron de la presión de los búlgaros. En torno a 960 la nueva ofensiva de bizantinos y búlgaros rompió la cohesión de Serbia. 
Bosnia Oriental se fracturó en pequeños estados, unos bajo el yugo bizantino y otros bajo dominio búlgaro. En 968, el rey croata Mihailo Kresimir devolvió la unidad a las tierras bosnias, empezando un proceso de asimilación de las poblaciones autóctonas neolatinas. Pero todavía en 1230 AD un rey de Bosnia (Ban Matej Ninoslav) declaraba que su reino estaba poblado por eslavos y por neolatinos.

## Conquista por el Imperio otomano
La conquista otomana de Bosnia y Herzegovina fue un proceso que comenzó aproximadamente en 1386, cuando se produjeron los primeros ataques del Imperio otomano al Reino de Bosnia (1377-1463). Fueron derrotados por las fuerzas bosnias en la batalla de Bilecha, siendo luego obligados a retirarse. El ejército bosnio participó en la batalla de Kosovo (1389), pero fue vencido por las tropas otomanas. Después de la caída de Serbia, los turcos lanzaron varias ofensivas contra el reino de Bosnia.
La primera presencia permanente de los ejércitos otomanos en Bosnia se estableció en 1414, después de que la región cerca de Donji Vakuf fuera capturada. En el período comprendido entre 1414 y 1418, el Imperio otomano conquistó las ciudades de Foča, Pljevlja, Čajniče y Nevesinje. Durante el mismo año fueron capturadas también Višegrad y Sokol. En 1415, el noble Sandalj Hranić, que controlaba la actual Herzegovina oriental, se convirtió en vasallo otomano. Al final de ese período, en la década de 1460, el territorio del Reino de Bosnia se había reducido significativamente, controlando  el Imperio otomano la totalidad de la actual Bosnia oriental, hasta el norte de Šamac, y el noble bosnio Esteban Vukčić Kosača gobernando toda la actual Herzegovina hasta el norte de Glamoč.

## Vilayato de Bosnia
El valiato de Bosnia fue un valiato creado por el Imperio otomano en 1864, en sustitución del Eyalato de Bosnia (1520-1864), a raíz de la reforma administrativa de la década de 1860 que sustituyó los eyalatos por valiatos. Tenía su capital en Sarajevo y estaba ubicado en la parte occidental de la península de los Balcanes, en Europa, en la llamada "frontera militar", entre el Imperio Habsburgo y el Imperio Otomano, caracterizada durante siglos por las extremas tensiones étnicas, religiosas, culturales y geopolíticas.
Su territorio abarcaba la totalidad de la actual Bosnia y Herzegovina. Limitaba con el Valiato de Kosovo hacia el sur. En el siglo XIX tenía, al parecer, 46 000 km².

## Imperio austrohúngaro
La región perteneció al Imperio otomano hasta 1878 cuando fueron ocupadas por el Imperio austrohúngaro que anexó la zona oficialmente en 1908. La región fue foco del enfrentamiento entre las tendencias nacionalistas serbias y las austroeslavistas de los croatas. La administración austrohúngara consiguió en sus 40 años de gobierno iniciar la modernización económica y social de esta región, manteniendo la paz social entre los tres pueblos que la habitaban.

### Atentado de Sarajevo
El atentado de Sarajevo es el término con el que se conoce una serie de ataques que incluyeron el asesinato, el 28 de junio de 1914, del heredero de la corona del Imperio austrohúngaro, el archiduque Francisco Fernando de Austria, y de su esposa, la duquesa Sofía Chotek, en Sarajevo, capital de la provincia imperial de Bosnia y Herzegovina. El atentado fue consecuencia de una conspiración cuyos alcances no han podido ser suficientemente esclarecidos y fue perpetrado por un grupo de jóvenes bosnios pertenecientes a la organización irredentista Joven Bosnia, entre quienes se encontraba Gavrilo Princip, autor material del asesinato.
Al mando de los conspiradores militares estaban Dragutin Dimitrijević, jefe del espionaje serbio; su brazo derecho, el mayor Vojislav Tankosić y el espía Rade Malobabić. Tankosić armó y entrenó a los ejecutores del atentado y Malobabić les dio acceso a las rutas clandestinas utilizadas por los agentes serbios para infiltrar espías y armamento en Austria-Hungría.
Todos los involucrados en el atentado que aún estaban vivos fueron apresados, juzgados, condenados y castigados. Aquellos que fueron apresados en Bosnia fueron juzgados en Sarajevo, en octubre de 1914. El resto de conspiradores fueron sometidos a una corte serbia en el frente de Salónica —entre 1916 y 1917 bajo control francés—. Esto culminó con la ejecución de los tres principales oficiales involucrados. Gran parte de lo que se conoce sobre los asesinatos del archiduque y su esposa tuvo origen en la información obtenida en esos juicios.  
Los autores del atentado han sido ensalzados como "héroes" o "patriotas", o denigrados como "terroristas", "fanáticos" o simplemente llamados "ultranacionalistas", según la mirada de los observadores o gobiernos. En 2014, la comunidad serbia inauguró en Sarajevo un monumento en memoria de Gavrilo Princip, autor principal del atentado.

## Yugoslavia

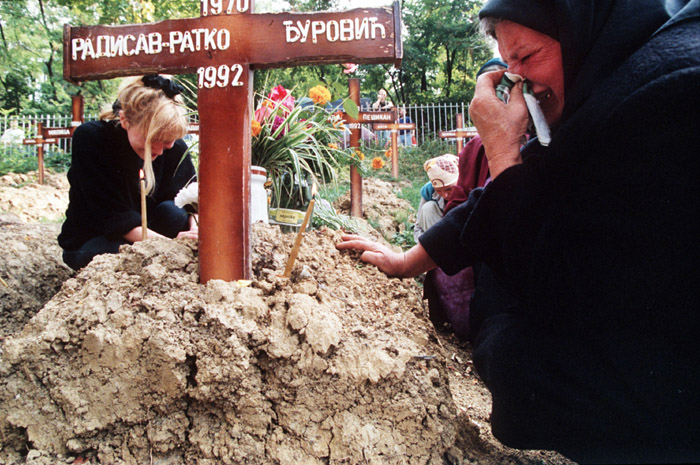
Víctimas de la guerra.

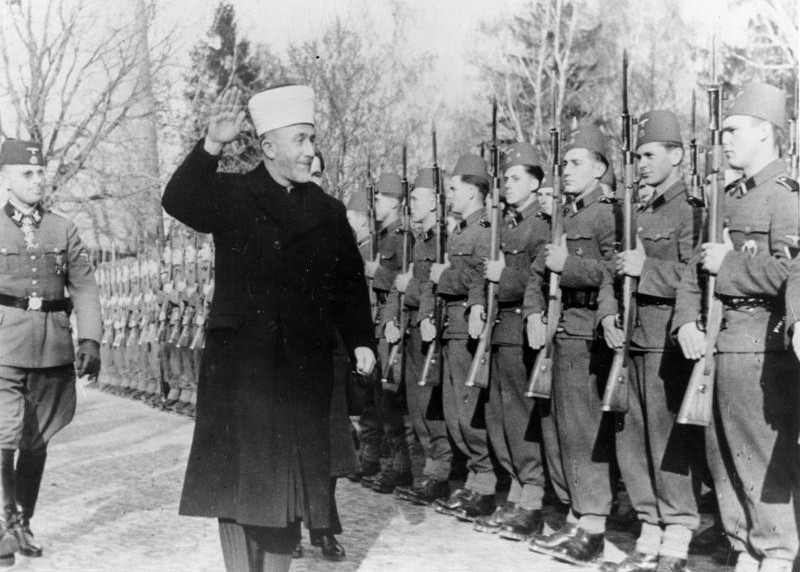
Amin al-Husayni Revistando tropas bosnias de las SS.

En 1918, disuelto el Imperio Austrohúngaro, la región entró a formar parte del Reino de los Serbios, Croatas y Eslovenos.
Durante la Segunda Guerra Mundial, Bosnia fue ocupada por estado "colaboracionista" de Croacia, siendo el campo de batalla cruzado entre el ocupante alemán, y sus aliados los fascistas croatas o Ustasis de Ante Pavelić, y los partisanos comunistas, y los nacionalistas Chetnik serbios de Draza Mihajlovic sufriendo grandes destrucciones.

### República Socialista de Bosnia-Herzegovina
La República Socialista de Bosnia y Herzegovina, abreviado como RS de Bosnia y Herzegovina (serbocroata: Socijalistička República Bosna i Hercegovina, cirílico: Социјалистичка Pепублика Босна и Херцеговина) fue una república constituyente de la antigua República Federativa Socialista de Yugoslavia. Es el predecesor de la actual Bosnia y Herzegovina, y se formó durante una sesión de la resistencia antifascista en Mrkonjić Grad el 25 de noviembre de 1943. La República socialista se disolvió en 1990, cuando abandonó las instituciones comunistas y aprobó sistemas democráticos. La República de Bosnia y Herzegovina declaró su independencia de Yugoslavia en 1992, dando lugar a la Guerra de Bosnia.

### Disolución de Yugoslavia
La disolución de Yugoslavia se refiere a los hechos ocurridos en la antigua Yugoslavia entre el 25 de junio de 1991 y el 27 de abril de 1992, que condujeron a esta disolución y a la formación de seis nuevas repúblicas soberanas (Eslovenia, Croacia, Bosnia-Herzegovina, Montenegro, Macedonia del Norte y Serbia), y que para algunos expertos también incluye la independencia reconocida parcialmente a nivel internacional de la provincia serbia de Kosovo, ocurrida en 2008. La disolución de Yugoslavia se produjo como resultado de una serie de agitaciones políticas y conflictos durante la década de 1990. Las repúblicas constituyentes de la República Federativa Socialista de Yugoslavia se separaron, después de sufrir un periodo de crisis política en la década de 1980 tras la muerte de Tito, pero los problemas no resueltos causaron una serie de cruentos conflictos bélicos, conocidos como guerras yugoslavas, que afectaron principalmente a Croacia, Bosnia y Kosovo.
La RFSY, o Yugoslavia, era un país que ocupaba un territorio que abarcaba desde Europa Central hasta los Balcanes, con un conflicto étnico histórico. El país era una conglomeración de seis repúblicas regionales y dos provincias autónomas, que estaba dividido según las etnias y que en la década de 1990 se separó en varios países independientes. Estas ocho entidades federativas pasaron a ser seis repúblicas: Eslovenia, Croacia, Bosnia y Herzegovina, Macedonia, Montenegro, Serbia, y dos provincias autónomas dentro de Serbia: Kosovo y Voivodina. Bosnia y Herzegovina no había existido como un estado mezclado étnicamente desde 1465, y además no tenía una mayoría étnica clara, con 44 % de musulmanes, 33 % de serbios, 18 % de croatas y otras minorías.[cita requerida] La distribución geográfica de los grupos étnicos que componían Yugoslavia representaba el hecho de que cada nación tenía una población en cada una de las seis repúblicas. Yugoslavia pasó a ser un país con siete fronteras, seis repúblicas, cinco nacionalidades, cuatro idiomas, tres religiones, dos alfabetos y un líder.
La agitación nacionalista serbia iniciada por Milošević a finales de la década de 1980 se considera la clave del inicio de la disolución de este estado. Hubo muchos detonantes, pero los principales fueron la abolición de la autonomía de Kosovo por Milosevic en 1990 y, sobre todo, que los serbios de la región croata de la Krajina declararan su separación de Croacia en marzo de 1991, lo que llevó a Croacia y Eslovenia a declarar unilateralmente su independencia el 25 de junio de 1991. Esto produjo un efecto de contagio en el resto de las repúblicas yugoslavas. Debido al choque entre el nacionalismo serbio (Milošević), el croata (Tuđman) y el bosnio (Izetbegović), estalló guerra muy violenta. Meses después, el 15 de enero de 1992, los países de la CE y la comunidad internacional reconocieron la independencia de Eslovenia y de Croacia, lo que provocó el fin de Yugoslavia, aunque Serbia y Montenegro seguirían usando esta denominación (sin reconocimiento internacional) hasta 2003.
Debido a que la estructura demográfica de Bosnia comprendía una población de serbios y croatas cercana al 50 % y con ideas de independencia basadas en las etnias más que en la nación, el control del territorio volvió a abrirse a diferentes interpretaciones. Grandes zonas de Bosnia, Croacia y Serbia se denominaron como zonas en disputa. Los elementos más importantes que fomentaron la discordia fueron la formación del Reino de Yugoslavia, la guerra civil y el genocidio (véase campo de concentración de Jasenovac) llevada a cabo por el Estado Independiente de Croacia durante la Segunda Guerra Mundial, la idea de la "Gran Serbia" y las adaptaciones balcánicas del paneslavismo.
La desintegración de Yugoslavia está claramente relacionada en el contexto del fin de la guerra fría y la disolución de otros países del bloque oriental como la Checoslovaquia y la URSS.

## República de Bosnia y Herzegovina

### Acercamiento con la Unión Europea
La primera misión de la Política Exterior y de Seguridad Común de la Unión Europea (UE) dio comienzo el 1 de enero de 2003, cuando la misión de policía de la UE de 500 oficiales reemplazó al grupo operativo de policía internacional de la Organización de las Naciones Unidas (ONU) en Bosnia-Herzegovina.
El EUFOR es una fuerza militar bajo las órdenes del Consejo Europeo, sus actuaciones actuales son en Bosnia-Herzegovina para hacer supervisar militarmente el cumplimiento de los acuerdos de Dayton, en relevo de la fuerza de la OTAN en 2004. El EUFOR está conducido por el Comité de Seguridad y Política Exterior de la UE y la implantación civil del tratado recae en manos de la Oficina de la Alta representación. Los esfuerzos de ambos son coordinados por el Alto representante de la política exterior común y de seguridad, Javier Solana.

### Adhesión de Bosnia y Herzegovina a la Unión Europea
La adhesión de Bosnia y Herzegovina a la Unión Europea es el objetivo declarado de las relaciones actuales entre las dos entidades. El gobierno bosnioherzegovino ha venido realizando acciones en dicho sentido, incluida la cooperación con el Tribunal de crímenes de guerra de La Haya.

### Disturbios de Bosnia y Herzegovina de 2014
Los disturbios en Bosnia y Herzegovina del 2014 son una serie de levantamientos y protestas que comenzaron en el pueblo de Tuzla el 4 de febrero de 2014, pero que se propagaron rápidamente en múltiples ciudades de Bosnia y Herzegovina, incluyendo a Sarajevo, Zenica, Mostar, Jajce, Brčko, Bihać, Doboj, Prijedor, Travnik, Bugojno, Donji Vakuf, Kakanj, Visoko, Breza, Gračanica, Sanski Most, Cazin, Živinice, Goražde, Orašje, Srebrenik, Bijeljina, Prozor and Tešanj, entre otros, por razones sociales y con el objetivo de derrocar al gobierno. Las protestas han sido las situaciones más violentas que el país ha vivido desde el fin de la guerra de Bosnia. Éstas protestas han ocurrido, en gran parte, en la entidad de la Federación de Bosnia y Herzegovina, aunque el mismo nivel de malestar o activismo no se ha visto en la República Srpska.
Algunas fuentes periodísticas, como la BBC y el New York Times, han utilizado el nombre de  "la primavera bosnia" para describir las protestas, una terminología haciendo referencia a otros eventos, como la Primavera Árabe y la Primavera de Praga. Además, el político sueco Carl Bildt señaló que "en algunas partes del mundo se ha estado hablando de la primavera bosnia".